# Isländische Kammmuschel

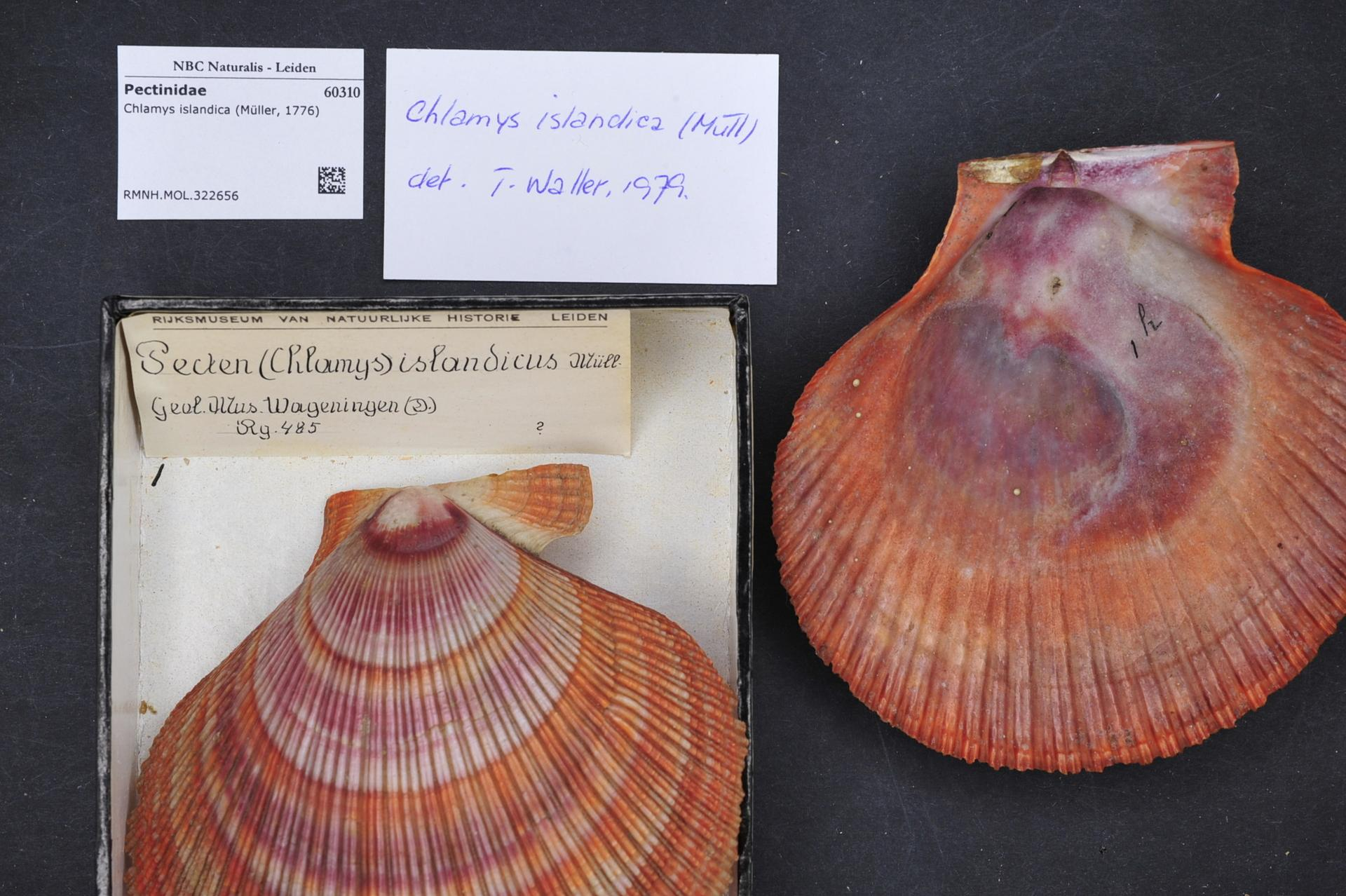
Exemplar aus dem Naturkundemuseum in Leiden

Die Isländische Kammmuschel (Chlamys islandica) oder auch Nördliche Kammmuschel ist eine Muschelart aus der Familie der Kammmuscheln (Pectinidae) und die Typusart der Gattung Chlamys. Früher lautete die wissenschaftliche Bezeichnung Pecten islandicus.

## Merkmale
Das Gehäuse weist 50 bis 132 feine Rippen auf und wird 60 bis 116 mm lang. Die Rippen werden von konzentrischen Anwachslinien gekreuzt; auf den Kreuzungspunkten können feine Schuppen sitzen. Sehr variabel sind Gehäuseformen und die Gehäusefarben, die alle Schattierungen von weiß über gelb und rot bis zu schwarz abdecken. Die Oberflächen der Gehäuse sind häufig von Seepocken der Gattung Balanus besiedelt.

Rechte Klappe
Linke Klappe

## Lebensweise, Vorkommen und Verbreitung
Chlamys islandica lebt in Tiefen von 8 bis 1300 m auf Fels- und Kiesgrund, an den sie sich mit Byssusfäden fest anheftet. Sie braucht Wassertemperaturen von unter 10 °C und erträgt noch Temperaturen geringfügig unter 0 °C.
Diese Art kommt rezent im nördlichen Atlantik vor, im Westatlantik südlich bis Cape Cod, in Europa mit Nachweisen in Island, auf den Shetlandinseln sowie den norwegischen Inseln Spitzbergen, Lofoten und Vesterålen und Jan Mayen verbreitet. Sie kommt auch vereinzelt in der Nordsee bis Helgoland und auch auf den Azoren vor.
Die Vermehrung erfolgt durch die Abgabe von Eiern und Spermien ins freie Wasser, wo dann die Befruchtung stattfindet. Aus den befruchteten Eiern entwickeln sich planktonisch-lebende Veliger-Larven. Sie kann bis 23 Jahre alt werden.

## Subfossile Funde
Beim Schleppnetzfang im westlichen Mittelmeer werden regelmäßig subfossile Muschelschalen aus der letzten Eiszeit (vor mehr als 11.000 Jahren) gefunden. Hell gefärbte Exemplare aus dem Zeitraum des Klimawechsels gegen Ende dieser Eiszeit kann man z. B. an der Mündung des Clyde in Schottland finden. Im Mittelmeer finden sich noch ältere, durch die Fossilisationsbedingungen schwarzgefärbte Exemplare.

## Kommerzielle Bedeutung
Die Art wird seit 1985 in Norwegen intensiv kommerziell befischt, in Island sogar schon seit 1969. Im Jahr 1986 wurde in Island das Maximum mit 12700 Tonnen angelandet. Später stabilisierte sich die jährliche Fangmenge auf etwa 8000 bis 9000 t. Seit 2000 sind die Bestände jedoch stark rückläufig. 2003 lag die angelandete Menge nur noch bei 800 t. Der Rückgang ist jedoch nicht auf Überfischung zurückzuführen, da der größte Rückgang in einem Gebiet zu beobachten war, wo die Bestände gar nicht befischt wurden. Die Ursachen sind in den ständig steigenden Meerestemperaturen zu suchen.